# Post InterCity

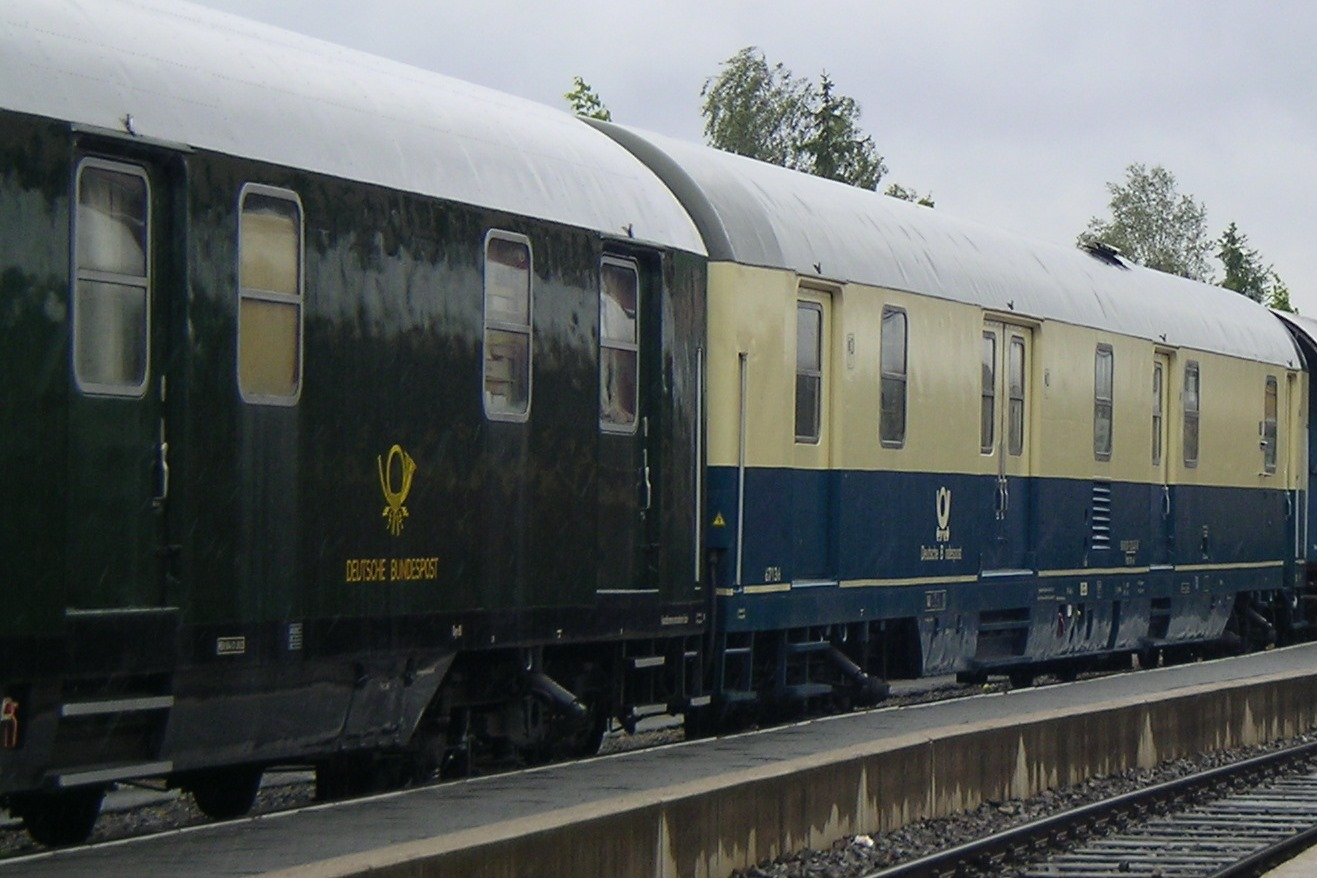
Die nächtlichen ExprIC-Züge („Post-Intercitys“) bestanden im Wesentlichen aus Bahnpostwagen, die für 200 km/h ertüchtigt waren

Der Post InterCity war von 1980 bis 1997 eine schnelle nächtliche Form des Bahnpost-Verkehrs im Rahmen einer jahrzehntelangen Kooperation von Deutscher Bundesbahn (ab 1994: Deutsche Bahn AG) und Deutscher Bundespost (ab 1995: Deutsche Post AG). Er wurde umgangssprachlich schon von seiner Einführung 1980 an Post-IC genannt, offiziell im Fahrplan bis 1995 hingegen mit der Gattung Expressgut-IC bezeichnet (Abkürzung ExprIC, in den Kursbuchtabellen Ex IC); von 1995 bis 1997 wurde er auch offiziell mit PIC abgekürzt.
Die unter dieser Gattung verkehrenden Züge transportierten Briefe und Frachtpostsendungen mit Geschwindigkeiten von bis zu 200 km/h. Ein ExprIC bestand aus Bahnpostwagen der Gattung Postmrz, in denen Mitarbeiter der Post während der Fahrt Briefe und Pakete sortierten.
Nicht zu verwechseln ist der 1997 eingestellte ExprIC bzw. PIC mit der ebenfalls nachts verkehrenden Güterzug-Gattung Parcel InterCity (PIC), die 1999/2000 eingerichtet und bis 2011 unter diesem Namen betrieben wurde. Sie befördert (auch heute) Post-Container und Wechselbehälter mit anfangs bis zu 160 km/h, inzwischen maximal 140 km/h.

## Das IC-Nachtbahnpostnetz der Bundespost

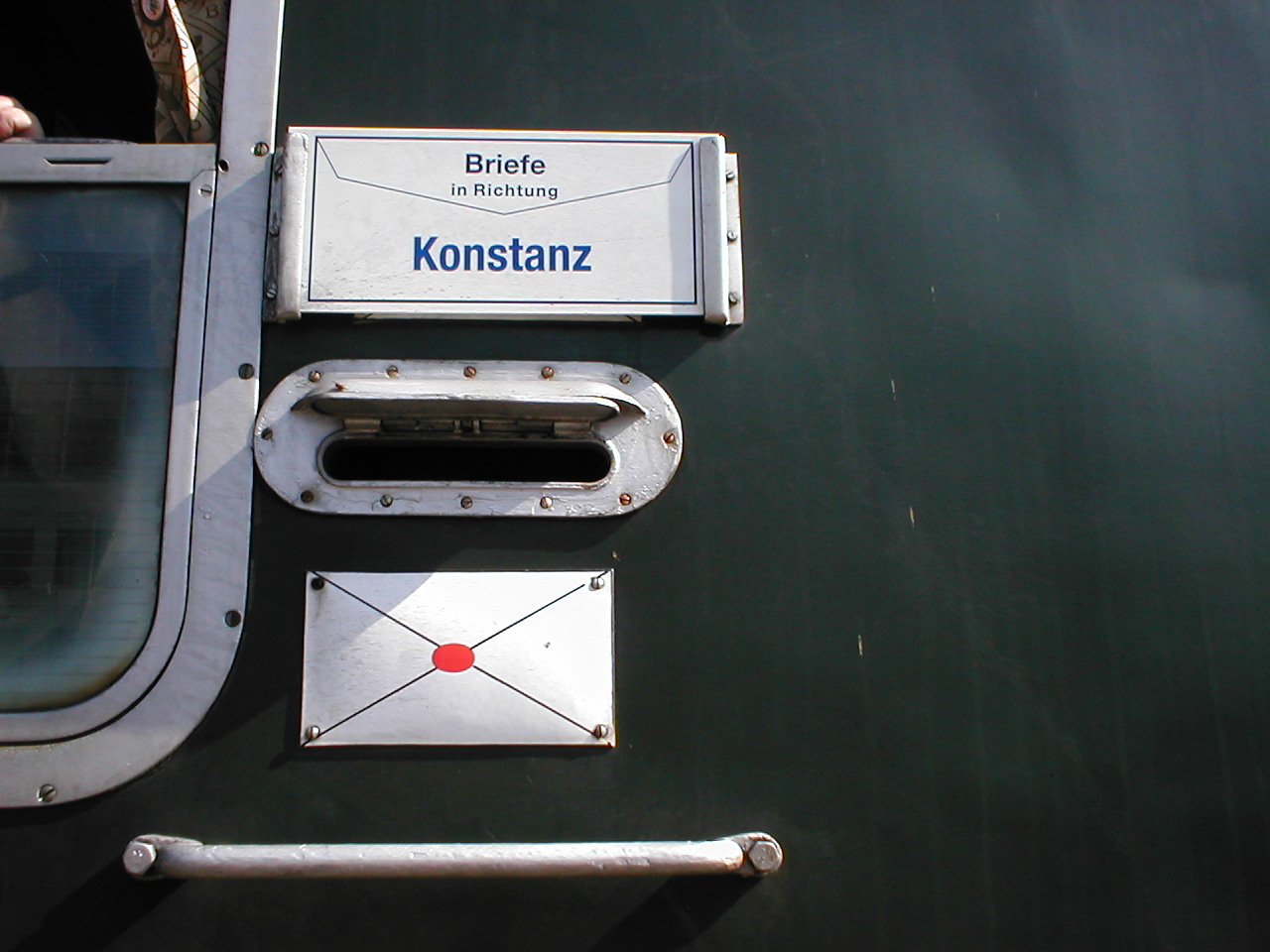
Briefkasten eines Bahnpostwagens um 1990

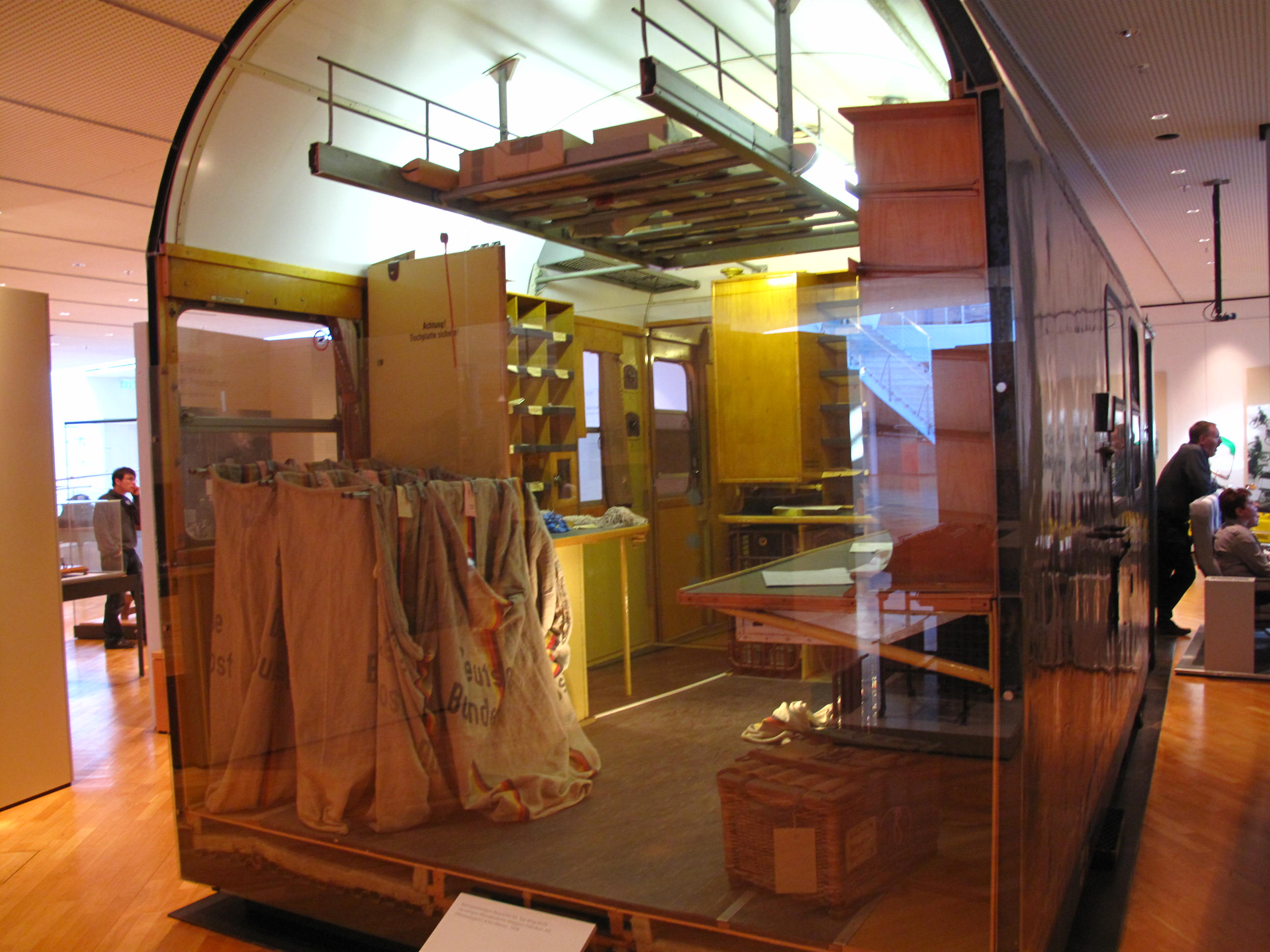
Inneres eines Bahnpostwagens aus den 1980er-Jahren

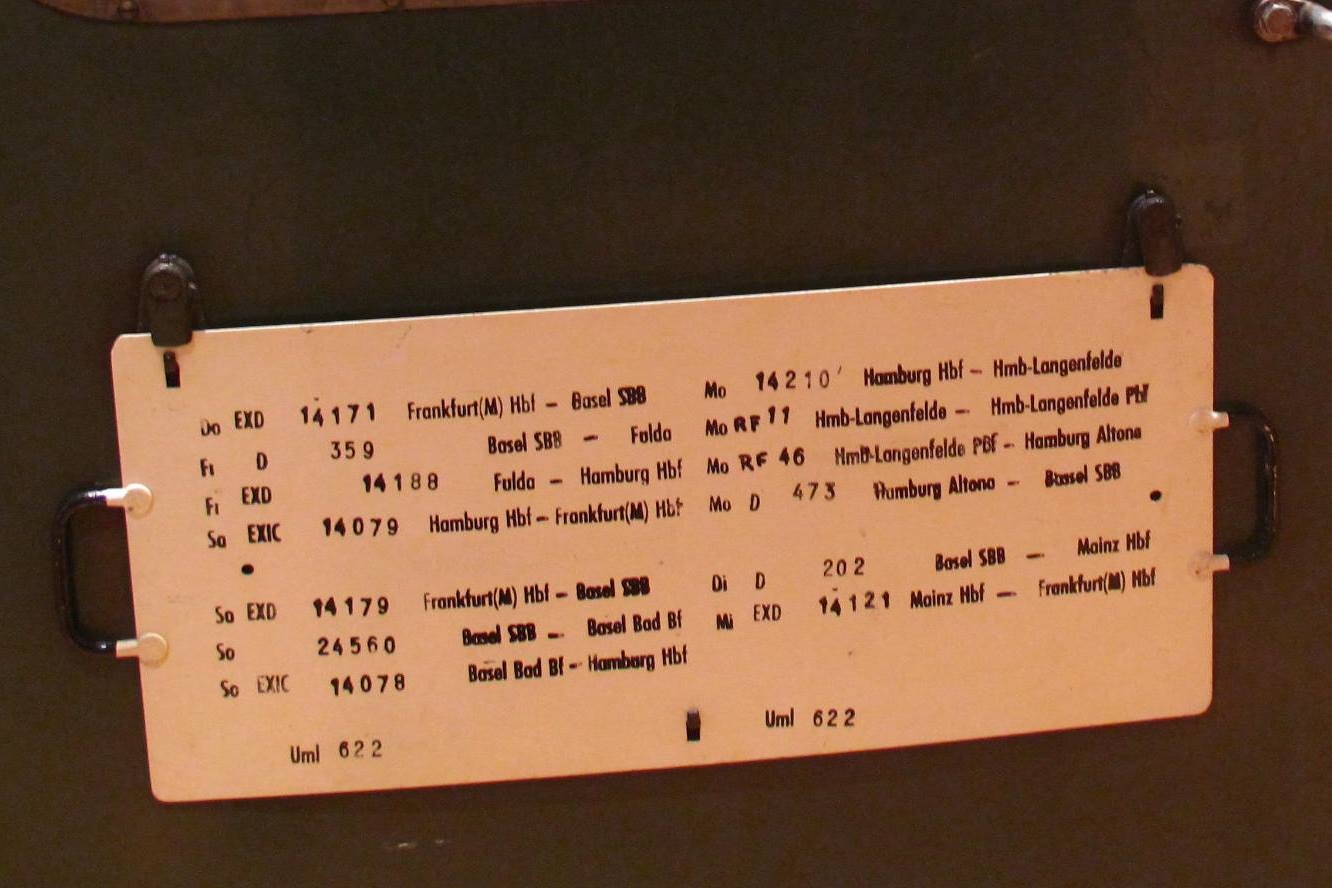
Zuglaufschild eines Postwagens; der einwöchige Umlauf enthält für Samstag und Sonntag auch zwei Fahrten in ExIC-Zügen

Die bedienten Strecken und Haltebahnhöfe entsprachen in etwa denen der tagsüber verkehrenden Intercity-Züge, doch fuhren die ExprIC nicht im Stundentakt, sondern pro Verbindung nur einmal pro Nacht. Im Gegensatz zum IC-Verkehr tagsüber spielte jedoch im Nachtpostnetz der Austausch von Kurswagen eine große Rolle, dies erklärt auch einige kürzere Zugläufe wie Hagen – Köln, Nürnberg – Mainz, München – Fulda und Stuttgart – Mannheim: Diese Kurzläufer bestanden weitgehend aus Kurswagen, die in ihrem Endbahnhof an andere (Langstrecken-)ExprIC-Züge angehängt wurden.
Während andere Postzüge wie z. B. die ExprD- oder ExprE-Züge oft auch Güterwagen zum Transport von Paketen mitführten, wurde beim ExprIC darauf verzichtet, da Güterwagen die Geschwindigkeit der Züge auf 120 km/h begrenzt hätten. Teilweise führten die ExprIC-Züge jedoch außer den Bahnpostwagen auch für 200 km/h zugelassene Gepäckwagen der DB mit, die diese für den Transport von Expressgut nutzte. Im Unterschied zu den tagsüber verkehrenden Intercity-Zügen hielten die ExprIC standardmäßig nicht nur 2 Minuten an den Unterwegsbahnhöfen, sondern in der Regel 4 oder mehr Minuten, was das vollständige Aus- und Einladen von Postgut erlaubte, während bei tagsüber in D- und IC-Zügen mitgeführten Postwagen bisweilen das Ladegeschäft unvollendet abgebrochen werden musste und die Postsendungen dann Umwege nahmen.
Da die ExprIC-Züge zum Be- und Entladen an gewöhnlichen Bahnsteigen hielten und die Bahnpostwagen einen Einwurfschlitz für Briefe aufwiesen, an welchem der Zielbahnhof des Zuges verzeichnet war, konnte jeder Postkunde zu nächtlicher Stunde noch Briefe auf die Reise schicken, die in der Regel am folgenden Morgen ihren Empfänger erreichten, sofern ihre Richtung mit der des Zuges hinreichend übereinstimmte. Die Fahrzeiten der ExprIC-Züge waren im sogenannten Postkursbuch enthalten, das in den Postämtern einsehbar und zu erwerben war. Ein Briefkasten am Fahrzeug war schon seit Jahrzehnten von Bahnpostwagen in Zügen sowie den bei der Bundespost bis 1985 verkehrenden Postbussen bekannt, einen besonders schnellen Fern-Brieftransport über Nacht gewährleistete indes erst der ExprIC.

## Ausgangslage
Seit 1961 hatte die Bundespost für den schnellen Brieftransport über lange Strecken innerhalb der Bundesrepublik ein Nachtluftpostnetz eingerichtet – 1977 trafen sich beispielsweise in Frankfurt zwischen 23.50 und 1.40 Uhr zum Postaustausch Flüge von und nach Hamburg, Bremen, Hannover, Berlin-Tegel, Köln/Bonn, Nürnberg, Stuttgart und München.
Zu diesem Zeitpunkt gab es zwar auch langlaufende Bahnpostwagen, die in Schnellzüge mitgeführt wurden oder (insb. über Nacht) in eigenen Expressgutzügen (Gattung Expr) liefen, doch waren diese Verbindungen zur Erreichung des Ziels „E+1“ (Zustellung am nächsten Werktag) nur teilweise geeignet: Die Zeitlagen der Nacht-Schnellzüge passten nicht immer optimal zu den Bedürfnissen der Post, und die nächtlichen Expr-Züge wiesen zahlreiche längere Halte zum Be- und Entladen und damit vergleichsweise niedrige Durchschnittsgeschwindigkeiten auf.
Beispielsweise benötigte Expr 14010 (München – Hamm/Westfalen) im Sommer 1977 von seinem Startbahnhof (20:06 Uhr) bis nach Dortmund (11:48 Uhr) mit 15 Stunden 42 Minuten fast doppelt so lange wie der sieben Jahre später verkehrende ExprIC 14010 (München 20.50 – Dortmund 5.39). Die lange Fahrzeit resultierte vor allem aus langen Unterwegshalten: nur 3 der 18 Halte waren kürzer als 10 Minuten; die längsten Halte dauerten 69 Minuten (Stuttgart), 46 Minuten (Köln-Eifeltor), 40 Minuten (Ulm), 36 Minuten (Oberhausen) und 33 Minuten (Duisburg). Da der Zug auch Post-Güterwagen der Typen 2ss-t/13 und 2ss-t/15 mitführte, war zudem seine Höchstgeschwindigkeit auf 120 km/h begrenzt. Einer Briefbeförderung im Nachtsprung konnte er nur auf den südlichen Teilabschnitten seines Laufweges dienen.
1979 verdichtete die Bundesbahn ihr Intercity-System auf einen Stundentakt und beide Wagenklassen. Weil der IC als neues Top-Angebot jedoch so schnell wie möglich sein sollte, wurden nicht nur Unterwegshalte in weniger bedeutenden Bahnhöfen gestrichen, sondern auch die Haltezeit auf in der Regel 2 Minuten begrenzt, was für einen vollständigen Postaustausch oft nicht ausreichte. Daher führten, von wenigen Ausnahmen abgesehen, Intercitys im Gegensatz zu den herkömmlichen Schnellzügen keine Gepäck- und Postwagen mehr. Außerdem wurden IC-Züge generell mit Lokomotiven und Wagen bestückt, die eine Geschwindigkeit von 200 km/h erlaubten, auch wenn diese aufgrund der Streckenausrüstung anfangs nur auf wenigen Abschnitten erreicht werden konnte.

## Aufbau des schnellen Nachtbahnpostnetzes
Da bei der Verdichtung des IC-Netzes auch eine Reihe von Schnellzügen in Intercitys umgewandelt wurde, hatten sich die Möglichkeiten zur Postbeförderung in schnellen Fernzügen reduziert. Dem wurde rasch entgegengesteuert. Ab 1979 rüstete die Bundespost etliche ihrer Bahnpostwagen für eine Höchstgeschwindigkeit von 200 km/h um, so dass sie in einzelnen IC-Zügen (teils nur an einzelnen Wochentagen) mitlaufen konnten. Die DB verfügte damals nur über eine einzige Loktype, die 200 km/h zugelassen war, nämlich die vor fast allen ICs anzutreffende Schnellzuglok der Baureihe 103. Da für diese Loks nachts nur wenig Einsatzmöglichkeiten bestanden, lag nahe, ein schnelles Nachtpostnetz zu schaffen. So ging 1980 versuchsweise eine schnelle Nachtbahnpost-Verbindung zwischen Hamburg und Basel bzw. Stuttgart in Betrieb. Sie bewährte sich, und die Bundespost begann, ein Netz aufzubauen:

„Im Nachtbahnpostnetz, dessen erste Linie am 2. Juni 1980 installiert worden war, wurde 1981 der Versuch auf den Strecken von Hamburg nach Basel und Stuttgart fortgesetzt und auf die Verbindungen Hamburg – Köln und Hannover – Düsseldorf ausgedehnt. Mit dem Zugpaar Hamburg – Köln werden auch Bremen, Osnabrück, Münster, Hamm, Hagen und Wuppertal bedient, mit dem Zugpaar Hannover – Düsseldorf auf Minden, Herford, Bielefeld, Hamm, Dortmund, Bochum, Essen und Duisburg. In Hamm tauschen beide Züge Bahnpost-Kurswagen aus, so daß beide Relationen verknüpft sind.
Für die Postbeförderung auf der Schiene hat die Bundespost insgesamt rund 650 eigene Bahnpostwagen eingesetzt. Darüber hinaus stellt die Bundesbahn im Tagesdurchschnitt etwa dreitausend Güterwagen für die Post bereit. Andererseits werden jetzt 50 Postwagen zu DB-Gepäckwagen umgebaut.“

In einem dritten Schritt wurde das Netz zum Sommerfahrplan 1982 soweit komplettiert, dass es weitgehend deckungsgleich mit dem Netz der tagsüber im Stundentakt verkehrenden IC-Züge war:

„Post-Expreßzüge: Zu den bereits bestehenden acht Expr-IC-Zügen der Bundespost sind am 23. Mai 1982 weitere sieben schnelle Nachtzüge dieser Zuggattung hinzugekommen. Mit ihnen werden die Relationen Hamburg – Fulda – München, Dortmund – Stuttgart – München, Dortmund – Mainz – Nürnberg und Köln – Hagen zusätzlich zu den bisherigen Verbindungen bedient. Auf den Magistralen des Bundesbahnnetzes verkehren nun 15 dieser Nachtpostzüge. in der Regel fahren die Expr-IC-Züge fünfmal wöchentlich in den Nächten Montag/Dienstag bis Freitag/Samstag. Daraus errechnet sich ein Betriebsaufwand von mehr als 30 000 Zugkilometern in der Woche oder anderthalb Millionen Zugkilometern im Jahr. Das neue Beförderungskonzept gilt als Ergänzung der weiterhin eingesetzten Bahnpostwagen in Reisezügen, des Nachtluftpostnetzes und der Postbeförderung auf der Straße. Dabei ist bemerkenswert, daß von den täglich rund dreißig Millionen Briefsendungen etwa zwei Drittel auf der Schiene transportiert werden.“

## Fahrplan-Beispiele der Blütezeit
Zur Blütezeit des Post-IC-Netzes verkehrten im Sommerfahrplan 1988 folgende ExprIC-Züge in den Nächten Montag/Dienstag bis Freitag/Samstag:
- ExprIC 14010/11, 14033, 14050/51 auf der Strecke München/Nürnberg – Mainz – Hagen/Dortmund
- ExprIC 14030/31, 14040/41 auf der Strecke Hamburg/Hannover – Hamm – Köln/Düsseldorf
- ExprIC 14070/71/72, 14090/91 auf der Strecke Basel/Stuttgart – Mannheim – Frankfurt – Fulda – Hannover – Hamburg
- ExprIC 14080/81/83 auf der Strecke München (– Nürnberg) – Würzburg – Fulda (– Hamburg)

sowie in den Nächten Samstag/Sonntag und Sonntag/Montag:
- ExprIC 14078/79, 14088/89 auf der Strecke Basel/München – Fulda – Hamburg

In derselben Fahrplanperiode verkehrten darüber hinaus an unterschiedlichen Verkehrstagen im Bereich der DB insgesamt 57 ExprD-Züge, 58 ExprE-Züge, außerdem einige Personenleerzüge und gewöhnliche Güterzüge mit begleiteten Bahnpostwagen. Ferner gab es zahlreiche reguläre Personenzüge mit angehängten Bahnpostwagen, darunter auch einzelne IC-/EC-Züge, diese vor allem in Süd- und Westdeutschland in den Abendstunden in Süd-Nord-Richtung wie z. B.
- EC 4 (Sestri Levante – Dortmund) führte samstags einen Postwagen Basel SBB 17.17 – Dortmund 23.17
- EC 28 (Wien – Dortmund) führte täglich außer samstags einen Postwagen Frankfurt 21.48 – Köln 0.11 (weiter 0.50 mit ExprE 14243 nach Hamm 4.21)
- IC 574 (Basel SBB – Hamburg) führte montags bis freitags einen Postwagen Basel SBB 16.17 – Frankfurt 19.15
- IC 610 (Salzburg – Stuttgart – Wiesbaden) führte samstags einen Postwagen München 17.49 – Mainz 22.11 (weiter 0.44 mit ExprD 14124 nach Köln 2.55)
- IC 612 (München – Stuttgart – Dortmund) führte täglich außer samstags einen Postwagen München 16.49 – Köln 22.54 (weiter 0.20 mit IC 749 nach Dortmund 1.39)
- IC 622 (München – Dortmund) führte montags bis freitags einen Postwagen Nürnberg 17.19 – Köln 22.00
- IC 662 (München – Wiesbaden) führte sonntags einen Postwagen ab Nürnberg 20.19 – Frankfurt 22.38 (von München 15.15 mit E 3008 bis Nürnberg 17.46)
- IC 670 (Basel SBB – Frankfurt) führte montags bis freitags einen Postwagen Basel SBB 20.17 – Frankfurt 23.16

## Nach der Wiedervereinigung
Nach der Wiedervereinigung der beiden deutschen Staaten wurden auch in den neuen Bundesländern ExprIC-Züge eingerichtet. Der Jahresfahrplan 1993/94 verzeichnet beispielsweise 46 ExprIC-Züge in den alten Bundesländern (nunmehr im Zugnummernbereich 390xx angesiedelt) und folgende 8 ExprIC in den neuen Bundesländern:
- ExprIC 39112 und 39168 Leipzig – Berlin
- ExprIC 39142/49 Berlin – Magdeburg und zurück
- ExprIC 39159 Berlin – Halle – Eisenach
- ExprIC 39161 Bitterfeld – Leipzig – Zwickau
- ExprIC 39171 Leipzig – Dresden
- ExprIC 39179 Berlin – Dresden – Chemnitz (– Zwickau)

Durchgehende reine Postzüge (ExprIC, ExprD, ExprE) zwischen alten und neuen Bundesländern gab es 1993/94 nicht, es verkehrten lediglich Bahnpostwagen in regulären IC- und Schnellzügen.

„Es wurde schnell deutlich, dass das zwischen 1980 und 1982 in den alten Bundesländern aufgebaute Intercity-Nachtpostzugnetz nicht auf die neuen Bundesländer ausgedehnt werden sollte. Damit blieb der Bahnpost in der neuen, vergrößerten Bundesrepublik von vorneherein nur eine Rumpffunktion. Schon im alten Bundesgebiet war es nicht gelungen, einen flächendeckenden ‚Nachtsprung‘ in dem knappen Zeitfenster von 22 bis 6 Uhr aufzubauen, der die Zustellung der Briefe nach der Formel E + 1 (Einlieferungstag eines Briefes mit Zustellung beim Empfänger am Folgetag) vollständig gewährleisten konnte. Das Nachtluftpostnetz und teilweiser Straßentransport waren stets flankierend erforderlich.“

## Niedergang
Aufgrund der Schnelligkeit der ExprIC-Züge gegenüber den zahlreichen nachts mit 90, 100 oder selten bis zu 120 km/h verkehrenden Güterzügen, zwischendurch aber wieder relativ langen Aufenthalten in Bahnhöfen verbrauchten die ExprIC überproportional viel Streckenkapazität. Sie wurden in der Betriebsdurchführung sehr hoch priorisiert (direkt unterhalb von dringlichen Hilfszügen), da vermieden werden sollte, dass sie am Ende ihrer nächtlichen Fahrt mit dem frühmorgens einsetzenden IC-Stundentakt in Konflikt kamen. Die hohe Priorisierung führte aber bei dem naturgemäß nicht exakt vorausplanbaren Güterverkehr zu Überholaufenthalten mit teilweise erheblichen Wartezeiten.
Hinzu kam, dass die Post in den 1990er Jahren Brief- und Paketdienst stärker voneinander trennte und beide deutschlandweit auf 83 Brief- bzw. 33 Frachtpostzentren konzentrierte, die fast alle keinen Gleisanschluss hatten und zudem oft weitab der Haupt-Eisenbahnstrecken errichtet wurden; als Transportmittel der Wahl galt in diesem Konzept der Lkw. Mitte der 1990er Jahre kam es zu erheblichen Einschränkungen im Bahnpostverkehr und zur Umbenennung der ExprIC in PIC:

„Im Expreßgüter- und Postzugdienst werden ab Fahrplan 1995/96 anstelle der vorher 117 ExprIC, ExprD und ExprE gerade noch 23 PostInterCity (PIC) nur in den alten Bundesländern verkehren.“

Die im Rahmen des Konzepts „Brief 2000“ geplanten 83 Briefzentren nahmen sukzessive von 1994 bis 1998 ihren Betrieb auf; sie ersetzten rund 1000 Briefbearbeitungsstellen, in denen vorwiegend in Handarbeit Briefe sortiert wurden. Die Post stellte daher den gesamten klassischen Bahnpostverkehr ein und mit ihm auch die letzten PostInterCity-Züge:

„Die Deutsche Post AG hat zum 31.5.1997 die Briefbeförderung mit der DB gekündigt. Nach Wegfall der Paketbeförderung 1995 ist der Einsatz eigener Postzüge wegen zu geringer Auslastung unwirtschaftlich, und die 83 neuen Briefzentren sind ohnehin ohne Gleisanschluß geplant. Der Umsatz der DB bei der Beförderung von Briefpost war bereits von früher 100 auf 40 Mio. DM gesunken. Zuletzt fuhren im Nachtsprung noch 16 Post-IC zwischen den Bahnpostämtern. Die in geringem Umfang (20 %, am Wochenende 65 %) angelaufene Paketbeförderung in Containerzügen bleibt hiervon unberührt.“

Die Deutsche Post begründete diesen Schritt damit, dass DB Cargo nicht in der Lage gewesen sei, regelmäßige Fahrplantrassen für Güterzüge im Nachtsprung anzubieten.

„Die Deutsche Post AG stellte zum 31.5.1997 die Briefpostbeförderung mit der Bahn in Deutschland nach 148 Jahren ein. Im Fahrplanjahr 1996/97 wurden nur noch 2-5 % der täglich 65 Mio. Briefe mit der DB befördert, und in den letzten Betriebswochen fuhren die Postzüge praktisch leer herum. Letzter Zug war IC 39075 Hamburg – Frankfurt (Main) Hbf, der am 1.6. um 3.29 Uhr eintraf. Für die DB bedeutet dies Einnahmeverluste von ca. 40 Mio. DM pro Jahr. Das neue Briefbeförderungskonzept ‚Brief 2000‘ setzte nicht mehr auf die Bahn, welche für den Transport angeblich nicht das gewünschte Zeitfenster zwischen 21 und 4 Uhr garantieren konnte. Zeitgleich endete auch der Postverkehr auf der Schiene in den Niederlanden. Unberührt bleibt der Pakettransport in Containerzügen, werktags ca. 20-25 % und am Wochenende 60 % des Aufkommens. Die teilweise erst vor wenigen Jahren errichteten Postbahnhöfe warten jetzt auf neue Investoren. Die meisten der 200 modernen, für 200 km/h zugelassenen Postwagen übernahm die DB zum Umbau in Packwagen für die durchgehende Fluggepäckabfertigung.“

In den kommenden Jahren sank der Anteil der über die Schiene transportierten Paketsendungen montags bis freitags auf etwa zehn Prozent (1999: rund 800 t von 8000 t Paketen je Tag), wochenends auf rund 50 Prozent. Dabei handelte es sich überwiegend um Relationen, die weder im Straßen- noch im Schienenverkehr im Nachtsprung bedient werden konnten. Speziell für diese Kombinierten Verkehre der Deutschen Post AG und anderer Paketdienste galt ab 1. Juni 1997 die Güterzug-Gattung IKP (InterKombi-Zug für Post und Pakete).
Ab 11. Januar 2000 traten die im Juli 1999 vertraglich vereinbarten Parcel InterCity in gewisser Weise die Nachfolge der ExprIC- und PostInterCity-Züge an, nun aber beschränkt auf die Beförderung von Paketen.

## Beförderung von Briefen
In den nächtlichen Expr IC wurden sowohl sogenannte „Allesbahnpost“-Wagen eingereiht (also „Beförderung und Umarbeitung von Postsendungen aller Art in begleiteten Bahnpostwagen“) als auch sogenannte „Päckereibahnpost“-Wagen (desgleichen, auch von Postmitarbeitern begleitet, aber ohne Umarbeitung). Bei den Allesbahnpost-Wagen lag ein Schwerpunkt der Umarbeitung auf Wert-, Eil- und Einschreibesendungen. Grundsätzlich wurden nur sogenannte „E+1“-Sendungen verteilt, also Sendungen, bei denen die Post das Ziel hatte, sie bereits einen Werktag nach Einlieferung zuzustellen. (Dieses Ziel bestand damals beispielsweise für Briefe aller Art, für Warensendungen hingegen nicht.) Am Wochenende war der Anteil der Päckereibahnpost-Wagen ohne Umarbeitung erheblich höher als in Nächten zwischen Werktagen.
Das Personal eines Allesbahnpost-Wagens bestand aus dem nach Besoldungsgruppe A 9 bezahlten Betriebsleiter (der auch für Wert-, Eil- und Einschreibesendungen zuständig war) sowie fünf weiteren Mitarbeitern, deren Aufgaben untereinander getauscht wurden: zwei Verwerfer (die die Briefe beim Sortieren in die bereithängenden Postbeutel zu werfen hatten), zwei Versacker und ein Aussacker.

## Beförderung von Paketen
Frachtpostsendungen (Pakete, Päckchen, schwere Infopost) wurden in Paketumschlagstellen gesammelt, die zumeist in der Nähe von Bahnhöfen lagen. Der Großteil der Frachtpostsendungen für den Fernbereich wurde dabei aber nicht mit ExprIC-Zügen transportiert, sondern zunächst in Rollbehälter eingelegt und anschließend in „Transportbahnpost“-Wagen (TBp) verladen, also in Güterwagen – oft solche mit verschiebbaren Seitenwänden (zweiachsige Typen Post 2ss-t/15 und Hbiqss sowie vierachsiger Typ Habiqss), die für 120 km/h zugelassen waren. Die Wagen waren teils im Eigentum der Post, teilweise wurden sie (insbesondere die Vierachser) dauerhaft von der Firma Transwaggon oder kurzzeitig von der DB gemietet. Die Wagen wurden im Fernverkehr in ExprD- und ExprE-Postzüge sowie in Güterzüge eingereiht, im Nahverkehr teils auch in schnelle Nahverkehrszüge.
Als in der ersten Hälfte der 1990er Jahre die Paketbearbeitung der Deutschen Post in 33 Frachtpostzentren (FZ) konzentriert wurde, die mit Ausnahme des FZ Bruchsal über keinen Gleisanschluss verfügten, nahm auch die Bedeutung der reinen Postzüge ab. Der Großteil der Sendungen wurde nunmehr in Wechselbehältern auf der Straße transportiert.